# Congettura di Hilbert-Pólya
In matematica, la congettura di Hilbert–Pólya afferma che gli zeri non banali della funzione zeta di Riemann corrispondono agli autovalori di un operatore autoaggiunto. È un possibile approccio all'ipotesi di Riemann, attraverso la teoria spettrale.

## Storia
In una lettera ad Andrew Odlyzko, datata 3 gennaio 1982, George Pólya disse che, mentre si trovava a Göttingen tra il 1912 e il 1914 circa, Edmund Landau gli chiese una ragione fisica per cui l'ipotesi di Riemann dovesse essere vera, e suggerì che questo sarebbe stato il caso se le parti immaginarie t degli zeri
{\displaystyle {\tfrac {1}{2}}+it}
della funzione zeta di Riemann corrispondessero agli autovalori di un operatore autoaggiunto. La prima enunciazione pubblicata della congettura sembra essere in Template:Harvtxt.
David Hilbert non lavorò nei settori centrali della teoria analitica dei numeri, ma il suo nome è diventato noto per la congettura di Hilbert–Pólya grazie a una storia raccontata da Ernst Hellinger, uno studente di Hilbert, ad André Weil. Hellinger disse che Hilbert annunciò nel suo seminario nei primi anni del '900 che si aspettava che l'Ipotesi di Riemann sarebbe stata una conseguenza del lavoro di Fredholm sulle equazioni integrali con un nucleo simmetrico.

### Anni '50 e la formula della traccia di Selberg
All'epoca della conversazione di Pólya con Landau, c'erano poche basi per tale speculazione. Tuttavia, Atle Selberg nei primi anni '50 dimostrò una dualità tra lo spettro delle lunghezze di una superficie di Riemann e gli autovalori del suo laplaciano. Questa, nota come formula della traccia di Selberg, presentava una sorprendente somiglianza con le formule esplicite, il che diede credibilità alla congettura di Hilbert–Pólya.

### Anni '70 e le matrici casuali
Hugh Montgomery studiò e scoprì che la distribuzione statistica degli zeri sulla retta critica ha una certa proprietà, ora chiamata congettura della correlazione di coppia di Montgomery. Gli zeri tendono a non raggrupparsi troppo vicini, ma a respingersi. In visita all'Institute for Advanced Study nel 1972, mostrò questo risultato a Freeman Dyson, uno dei fondatori della teoria delle matrici casuali.
Dyson vide che la distribuzione statistica trovata da Montgomery sembrava essere la stessa della distribuzione della correlazione di coppia per gli autovalori di una matrice hermitiana casuale. Queste distribuzioni sono importanti in fisica — gli autostati di una hamiltoniana, ad esempio i livelli energetici di un nucleo atomico, soddisfano tali statistiche. Lavori successivi hanno fortemente confermato la connessione tra la distribuzione degli zeri della funzione zeta di Riemann e gli autovalori di una matrice hermitiana casuale appartenente all'insieme unitario gaussiano, e si ritiene oggi che entrambi obbediscano alle stesse statistiche. Pertanto, la congettura di Hilbert–Pólya ha ora una base più solida, sebbene non abbia ancora portato a una dimostrazione dell'ipotesi di Riemann.

### Sviluppi successivi
Nel 1998, Alain Connes ha formulato una formula della traccia che è di fatto equivalente all'ipotesi di Riemann. Ciò ha rafforzato l'analogia con la formula della traccia di Selberg al punto da fornire affermazioni precise. Egli fornisce un'interpretazione geometrica della formula esplicita della teoria dei numeri come una formula della traccia sulla geometria non commutativa delle classi di adeli.

## Possibile connessione con la meccanica quantistica
Una possibile connessione dell'operatore di Hilbert–Pólya con la meccanica quantistica fu proposta da Pólya. L'operatore della congettura di Hilbert–Pólya è della forma {\displaystyle {\tfrac {1}{2}}+iH} dove {\displaystyle H} è l'hamiltoniana di una particella di massa {\displaystyle m} che si muove sotto l'influenza di un potenziale {\displaystyle V(x)}. La congettura di Riemann è equivalente all'affermazione che l'hamiltoniana sia hermitiana, o equivalentemente che {\displaystyle V} sia reale.
Usando la teoria delle perturbazioni al primo ordine, l'energia dell'n-esimo autostato è legata al valore di aspettazione del potenziale:
{\displaystyle E_{n}=E_{n}^{0}+\left.\left\langle \varphi _{n}^{0}\right|V\left|\varphi _{n}^{0}\right.\right\rangle }
dove {\displaystyle E_{n}^{0}} e {\displaystyle \varphi _{n}^{0}} sono gli autovalori e gli autostati dell'hamiltoniana della particella libera. Questa equazione può essere considerata un'equazione integrale di Fredholm di primo tipo, con le energie {\displaystyle E_{n}}. Tali equazioni integrali possono essere risolte per mezzo del nucleo risolvente, in modo che il potenziale possa essere scritto come
{\displaystyle V(x)=A\int _{-\infty }^{\infty }\left(g(k)+{\overline {g(k)}}-E_{k}^{0}\right),R(x,k),dk}
dove {\displaystyle R(x,k)} è il nucleo risolvente, {\displaystyle A} è una costante reale e
{\displaystyle g(k)=i\sum _{n=0}^{\infty }\left({\frac {1}{2}}-\rho _{n}\right)\delta (k-n)}
dove {\displaystyle \delta (k-n)} è la delta di Dirac, e i {\displaystyle \rho _{n}} sono le radici "non banali" della funzione zeta {\displaystyle \zeta (\rho _{n})=0}.
Michael Berry e Jonathan Keating hanno ipotizzato che l'hamiltoniana H sia in realtà una qualche quantizzazione dell'hamiltoniana classica xp, dove p è il momento canonico associato a x. L'operatore hermitiano più semplice corrispondente a xp è
{\displaystyle {\hat {H}}={\tfrac {1}{2}}({\hat {x}}{\hat {p}}+{\hat {p}}{\hat {x}})=-i\left(x{\frac {\mathrm {d} }{\mathrm {d} x}}+{\frac {1}{2}}\right).}
Questo perfezionamento della congettura di Hilbert–Pólya è noto come la congettura di Berry (o la congettura di Berry–Keating). Al 2008, è ancora lontana dall'essere concreta, poiché non è chiaro su quale spazio questo operatore dovrebbe agire per ottenere la dinamica corretta, né come regolarizzarlo per ottenere le correzioni logaritmiche attese. Berry e Keating hanno ipotizzato che, poiché questo operatore è invariante rispetto alle dilatazioni, forse la condizione al contorno f(nx) = f(x) per n intero potrebbe aiutare a ottenere i risultati asintotici corretti validi per n grandi
{\displaystyle {\frac {1}{2}}+i{\frac {2\pi n}{\log n}}.}
Un articolo è stato pubblicato nel marzo 2017, scritto da Carl M. Bender, Dorje C. Brody e Markus P. Müller, che si basa sull'approccio di Berry al problema. Lì è stato introdotto l'operatore
{\displaystyle {\hat {H}}={\frac {1}{1-e^{-i{\hat {p}}}}}\left({\hat {x}}{\hat {p}}+{\hat {p}}{\hat {x}}\right)\left(1-e^{-i{\hat {p}}}\right)}
che, secondo gli autori, soddisfa alcune versioni modificate delle condizioni della congettura di Hilbert–Pólya. Jean Bellissard ha criticato questo articolo, e gli autori hanno risposto con dei chiarimenti.